# Dürr-Ellenbachtal von Wald-Michelbach
Das Dürr-Ellenbachtal von Wald-Michelbach ist ein Naturschutzgebiet in der Gemeinde Wald-Michelbach im Landkreis Bergstraße (Hessen). Das Wiesental ist außerdem als FFH-Gebiet NSG Dürr-Ellenbachtal von Wald-Michelbach (Kennung DE 6419-305) ausgewiesen.

## Lage
Das Dürr-Ellenbachtal liegt mitten im Odenwald im Osten des Gemeindegebiets von Wald-Michelbach. Es folgt dem Verlauf des Dürr-Ellenbachs von den beiden Quellbächen am Südhang des Kleinen Meisenbergs (528 m) über fünf Kilometer in südlicher Richtung bis zum Gemeindegebiet von  Ober-Schönmattenwag. Der Dürr-Ellenbach mündet einen Kilometer weiter bachabwärts innerhalb der Ortslage in den Ulfenbach.
Am Zusammenfluss der beiden Quellbäche befindet sich ein denkmalgeschütztes Forsthaus, der Überrest der früheren Siedlung Dürr-Ellenbach, etwa mittig gelegen zwischen Aschbach im Westen, Affolterbach im Norden, und Olfen im Osten. Die Siedlung umfasste den Nordteil des Naturschutzgebiets und bestand bis Mitte des 19. Jahrhunderts; wegen dramatisch verschlechterter Lebensbedingungen im Odenwald wanderte fast die gesamte Einwohnerschaft nach Amerika aus.
Das Bachtal ist zwischen zwei Bergreihen eingebettet: Westlich liegen (von Nord nach Süd) Meisenberg (538 m), Bocksberg (481 m), Metzgersrod (480 m) und Lannertskopf (472 m), östlich finden sich Zigeunerdelle (497 m), Taubenberg (482 m), Fichtelberg (492 m), Kohlwald (476 m) und Geiersberg (485 m). 

## Naturschutzgebiet
Das Naturschutzgebiet „Dürr-Ellenbachtal von Wald-Michelbach“ ist ein schmales, langgezogenes Wiesental mit rund 55 Hektar Fläche; es wurde 1990 unter Naturschutz gestellt. 2018 wurde das Gebiet wegen seiner naturnahen Bäche und artenreichen Wiesen
als FFH-Gebiet „NSG Dürr-Ellenbachtal von Wald-Michelbach“ Teil des europäischen Schutzgebietsnetzes Natura 2000.
Arten- und blütenreiche Magerwiesen sind sichtbare Zeichen der historischen Weidetierhaltung und Heuernte, Heckenzüge zeigen die Ränder ehemaliger Ackerflächen an. Durch die Grünland- und Erlenwaldflächen mäandert der Ellenbach in engen Schleifen, die ausgezeichnete Wasserqualität bietet Lebensraum für anspruchsvolle Bachbewohner wie Bachforelle, Feuersalamander und Zweigestreifte Quelljungfer.

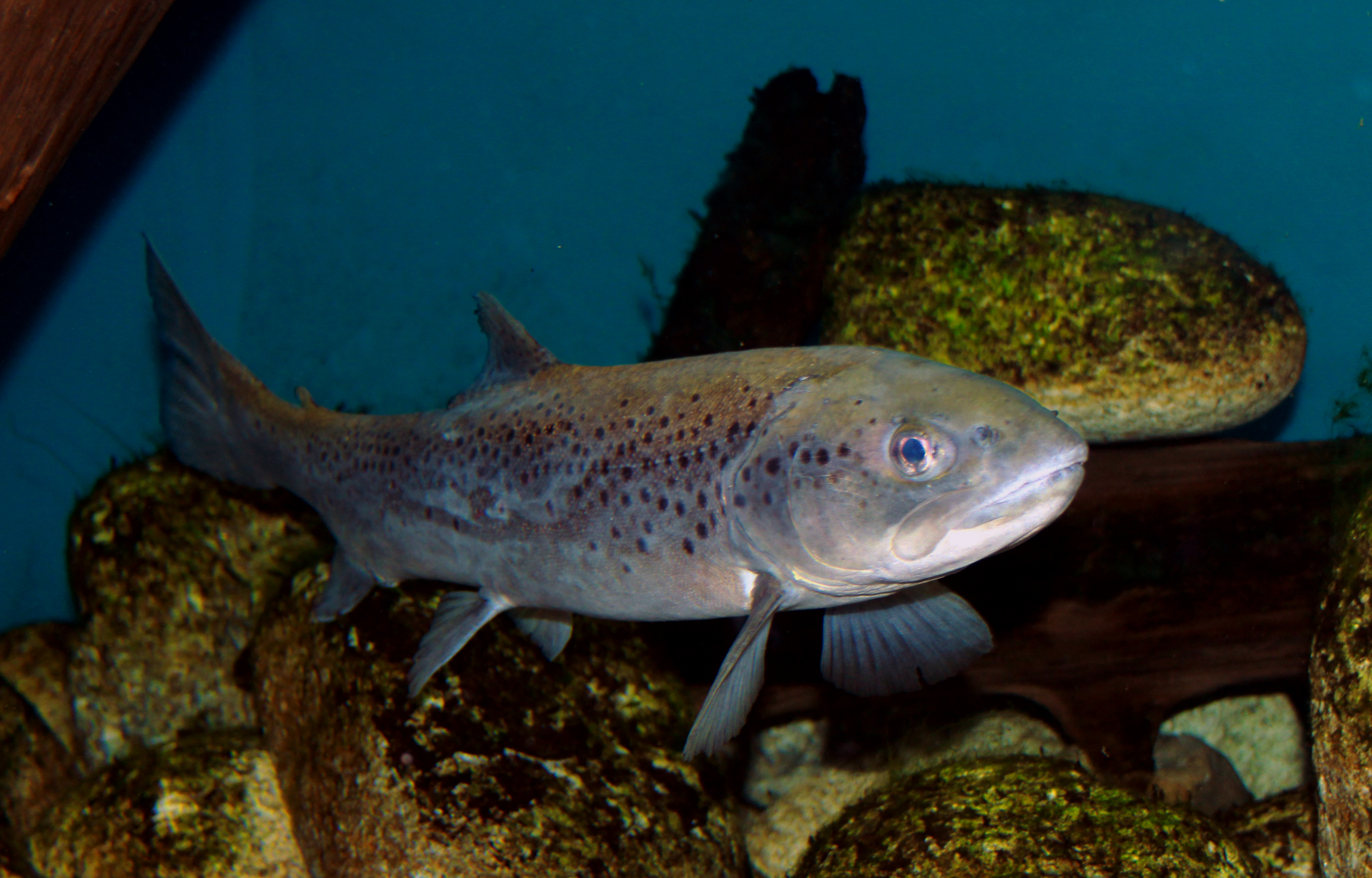
Bachforelle
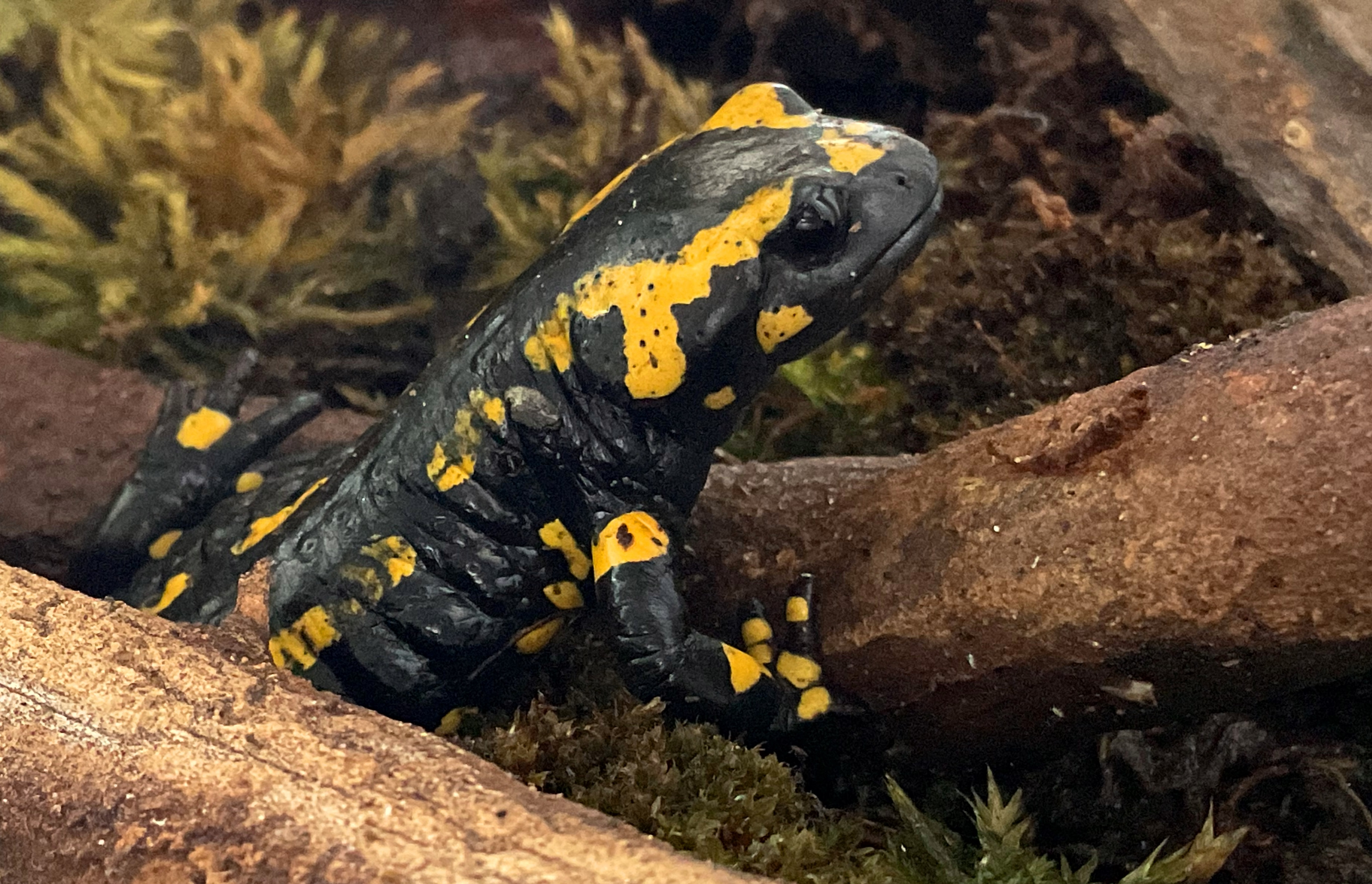
Feuersalamander
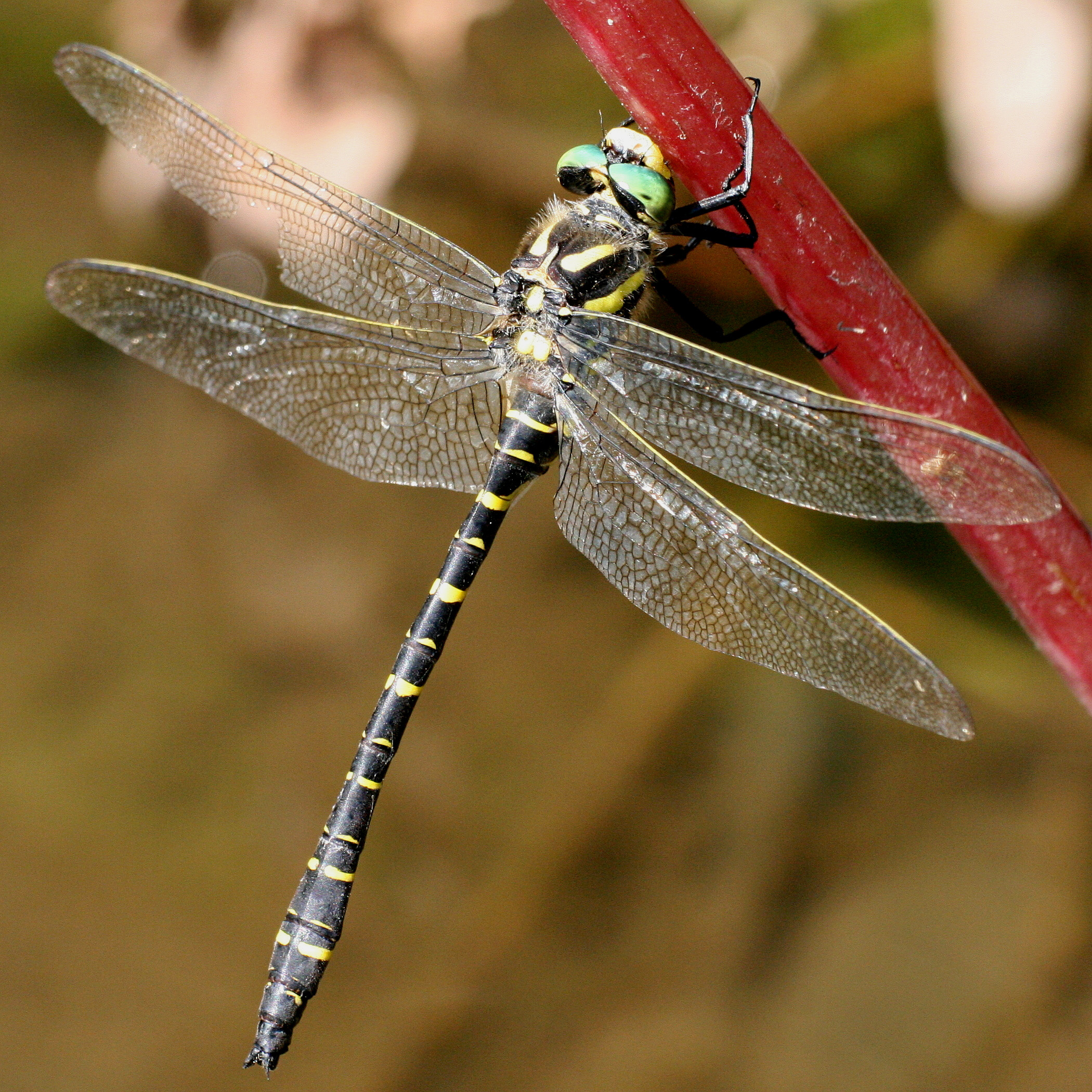
Zweigestreifte Quelljungfer
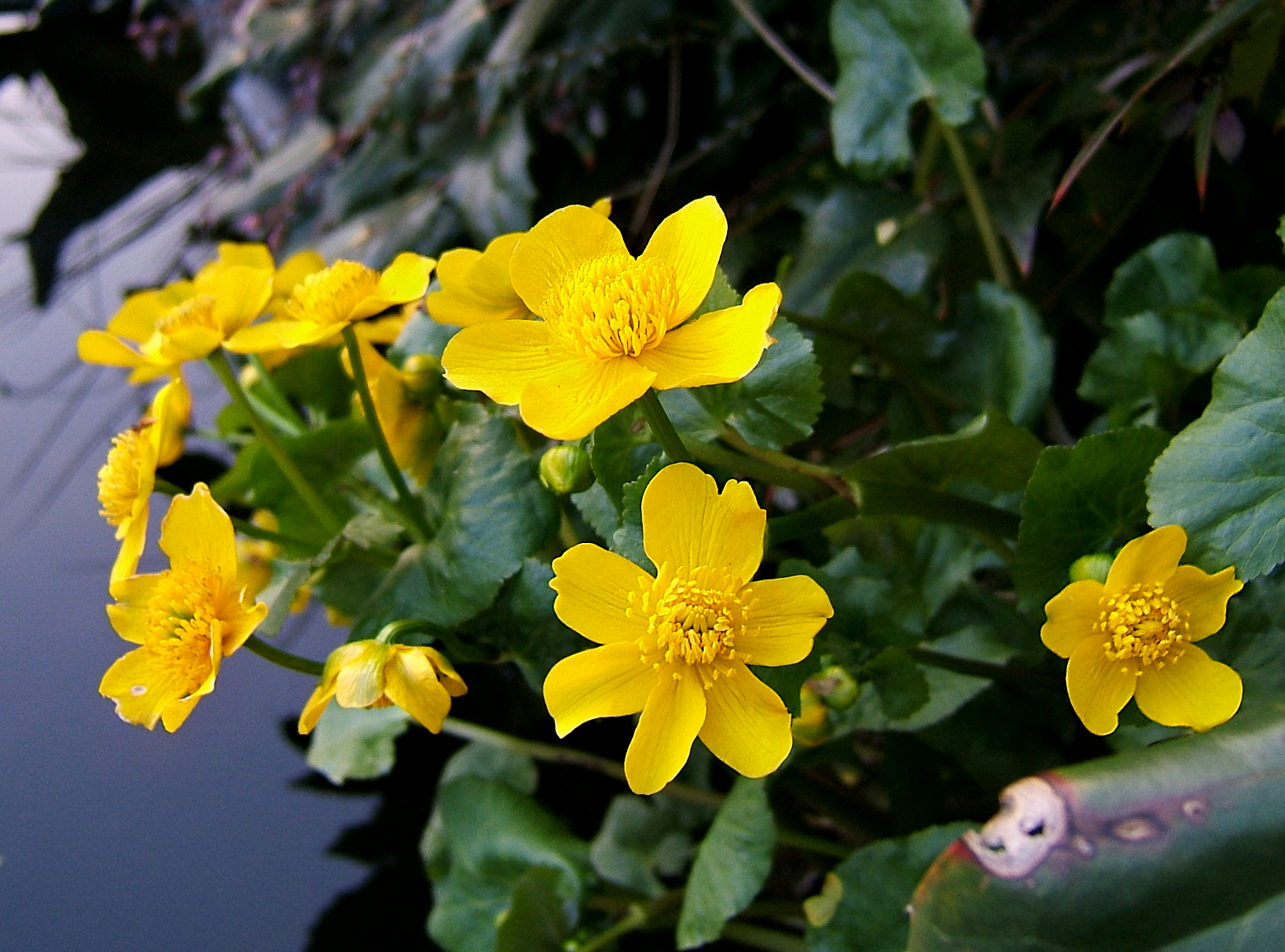
Sumpfdotterblume
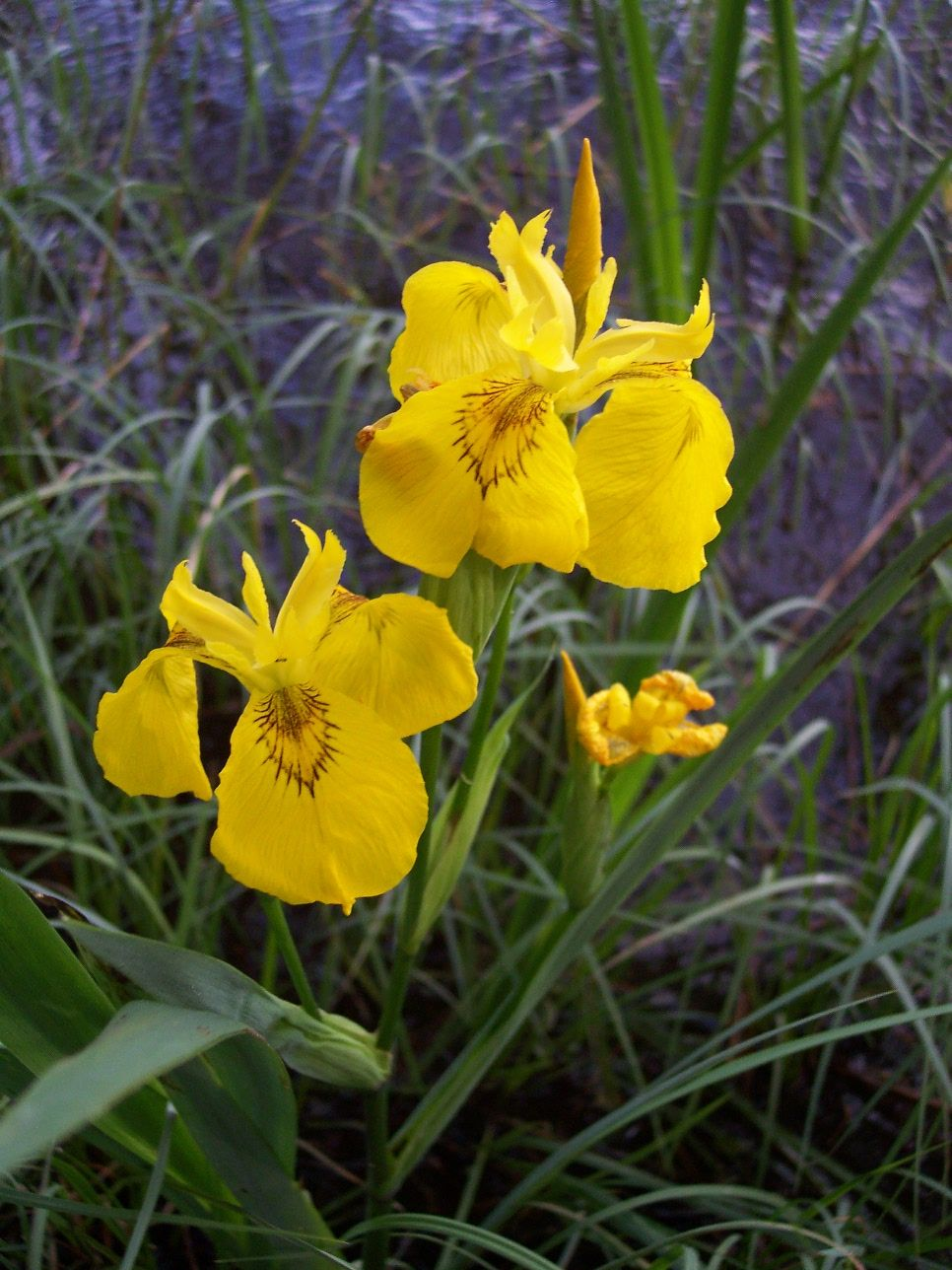
Sumpf-Schwertlilie
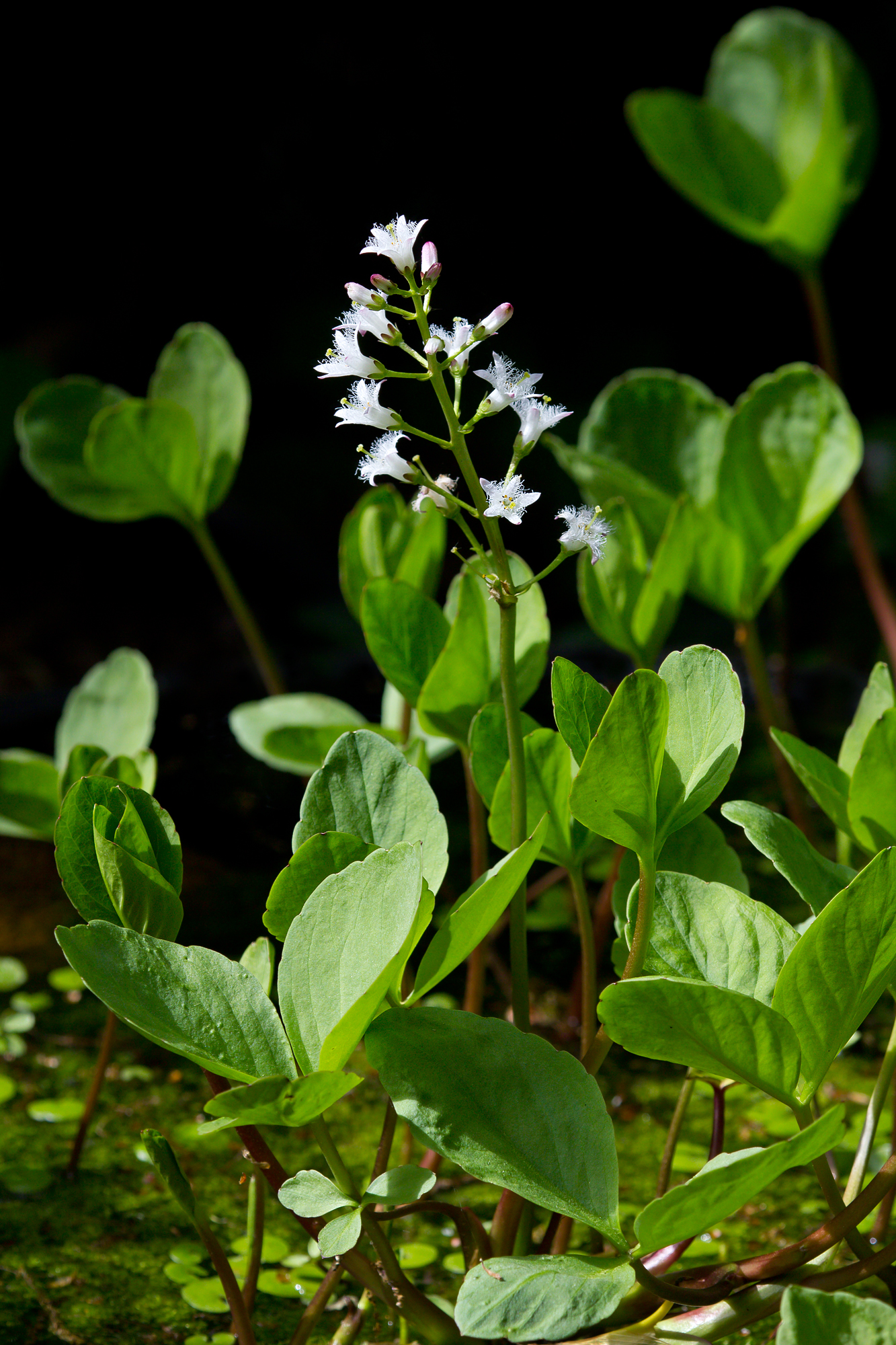
Fieberklee
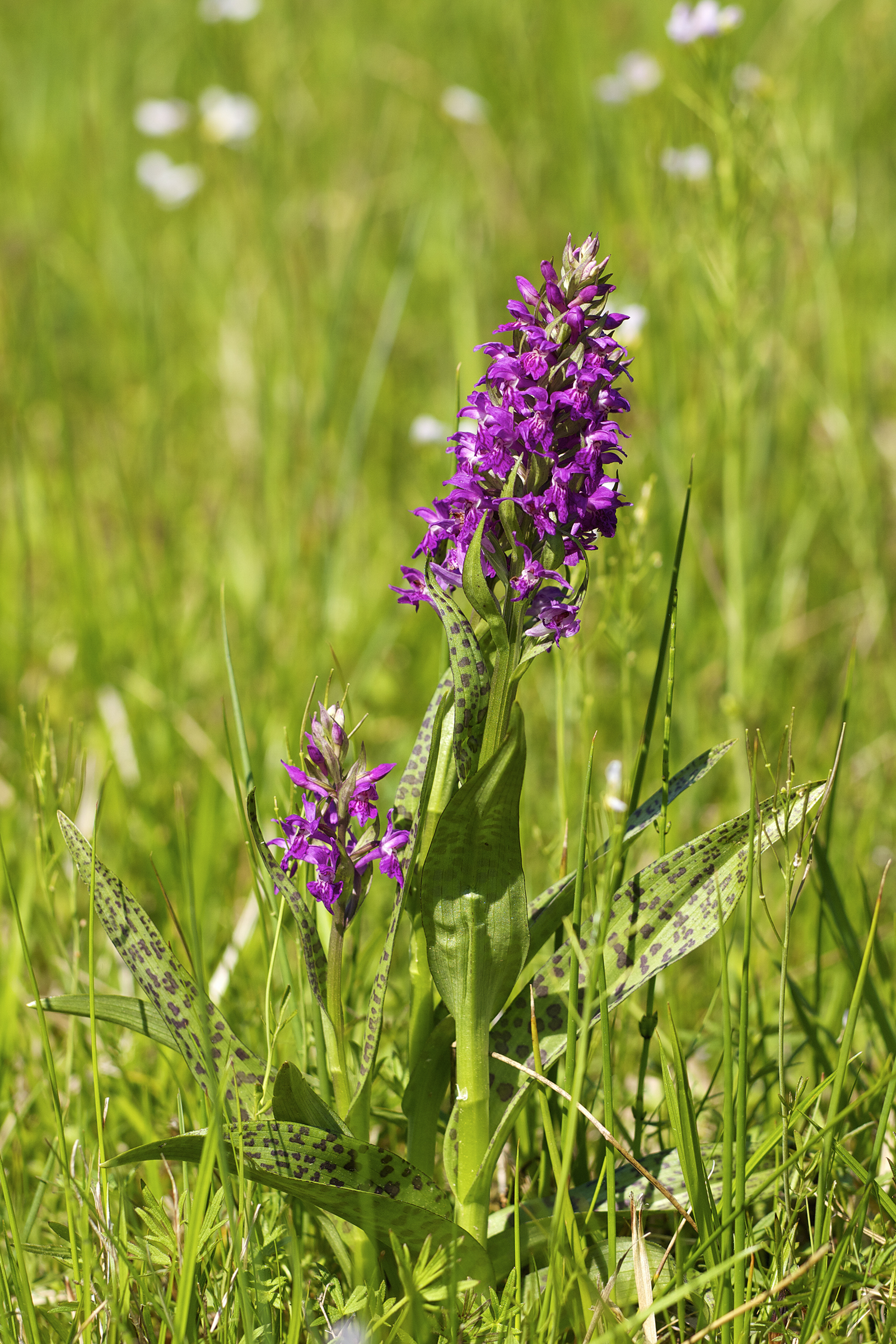
Breitblättriges Knabenkraut
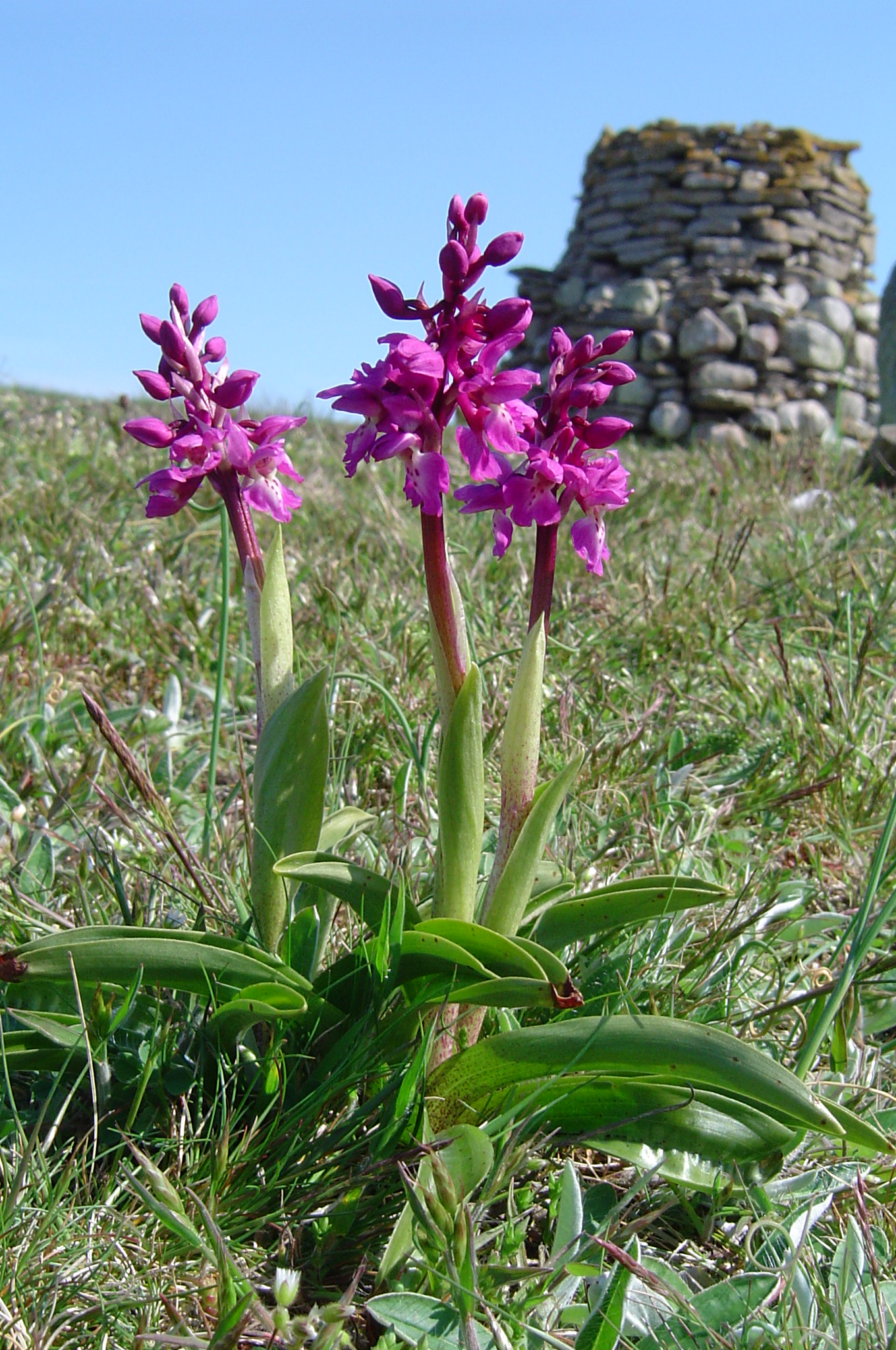
Männliches Knabenkraut
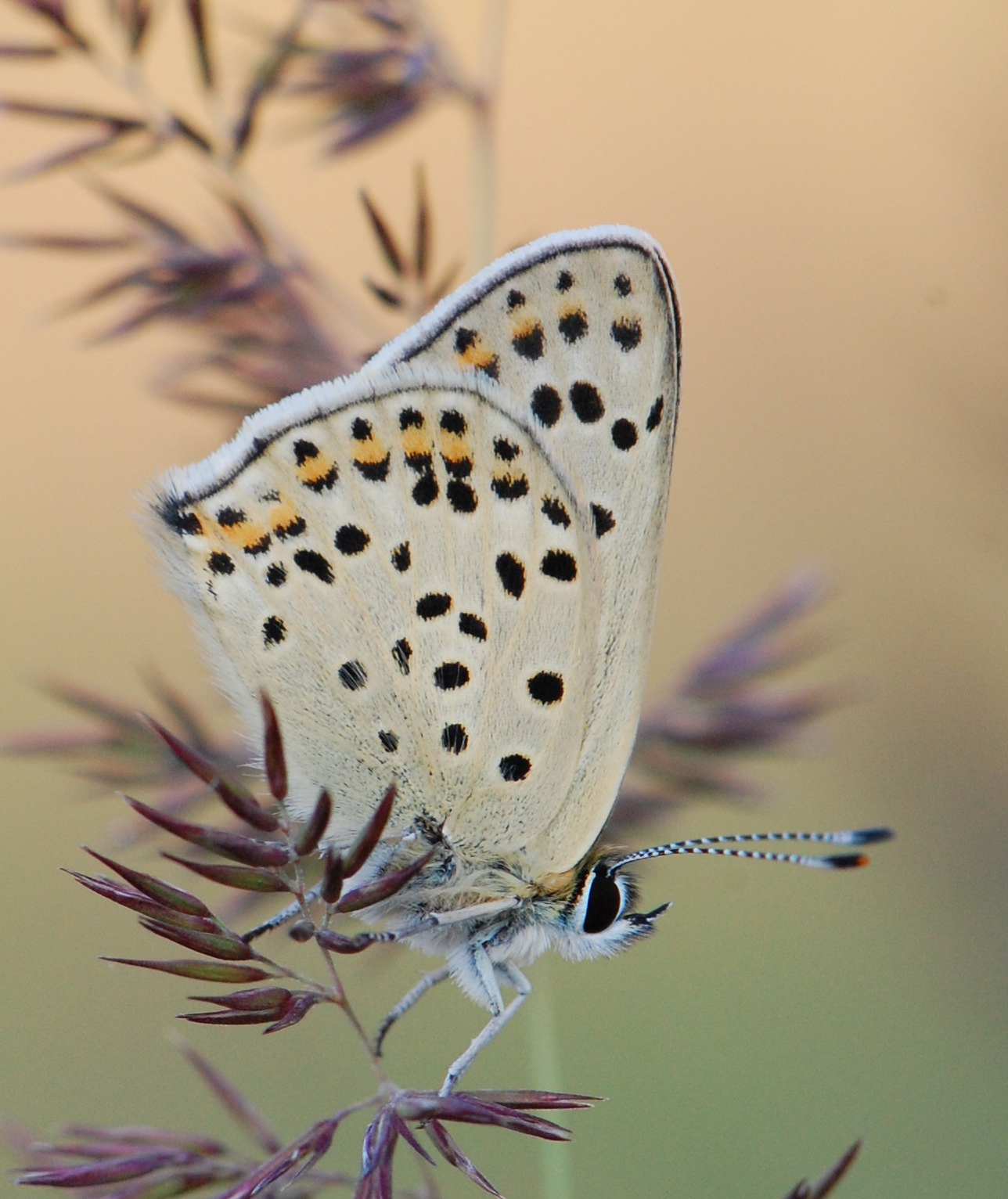
Brauner Feuerfalter
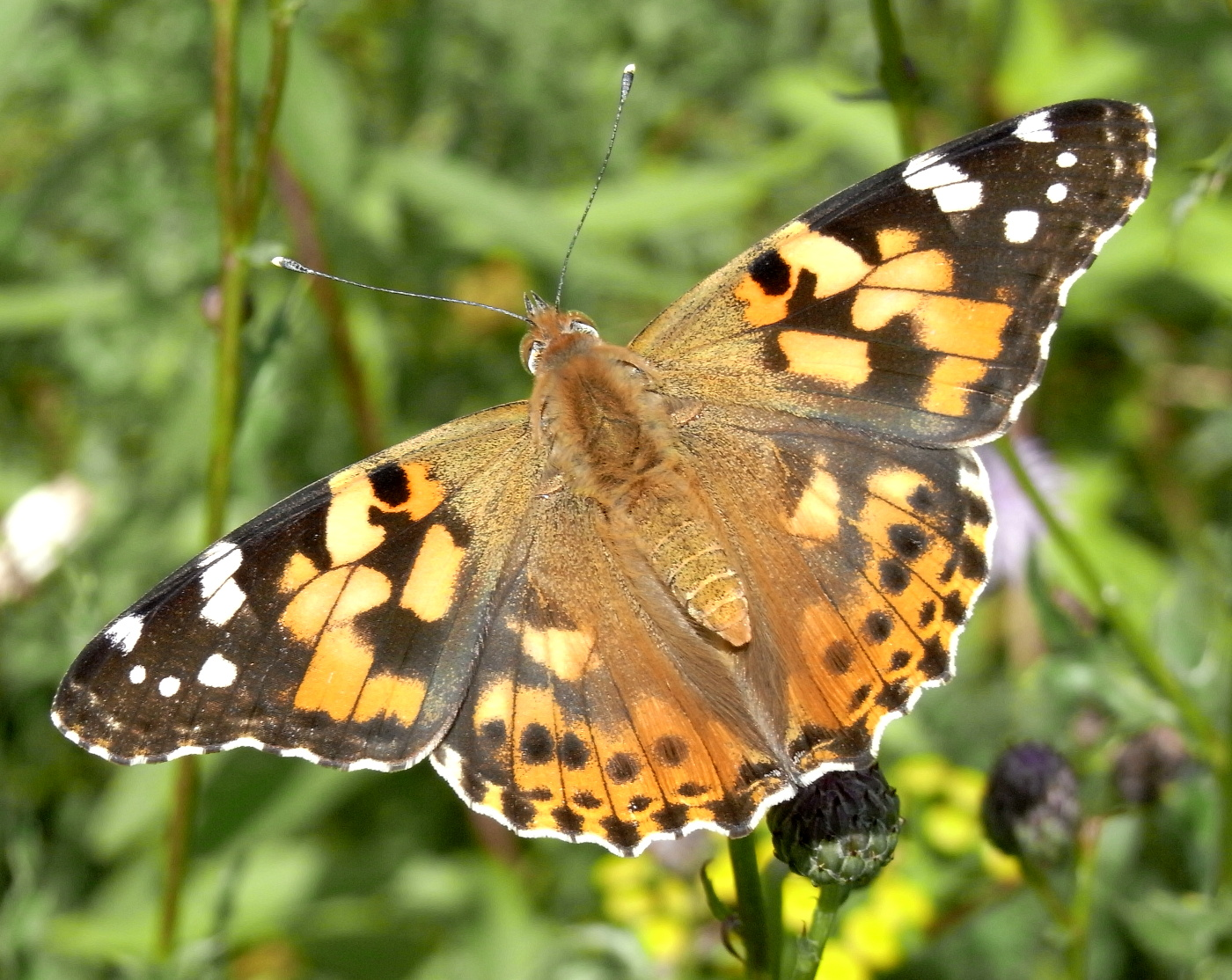
Distelfalter
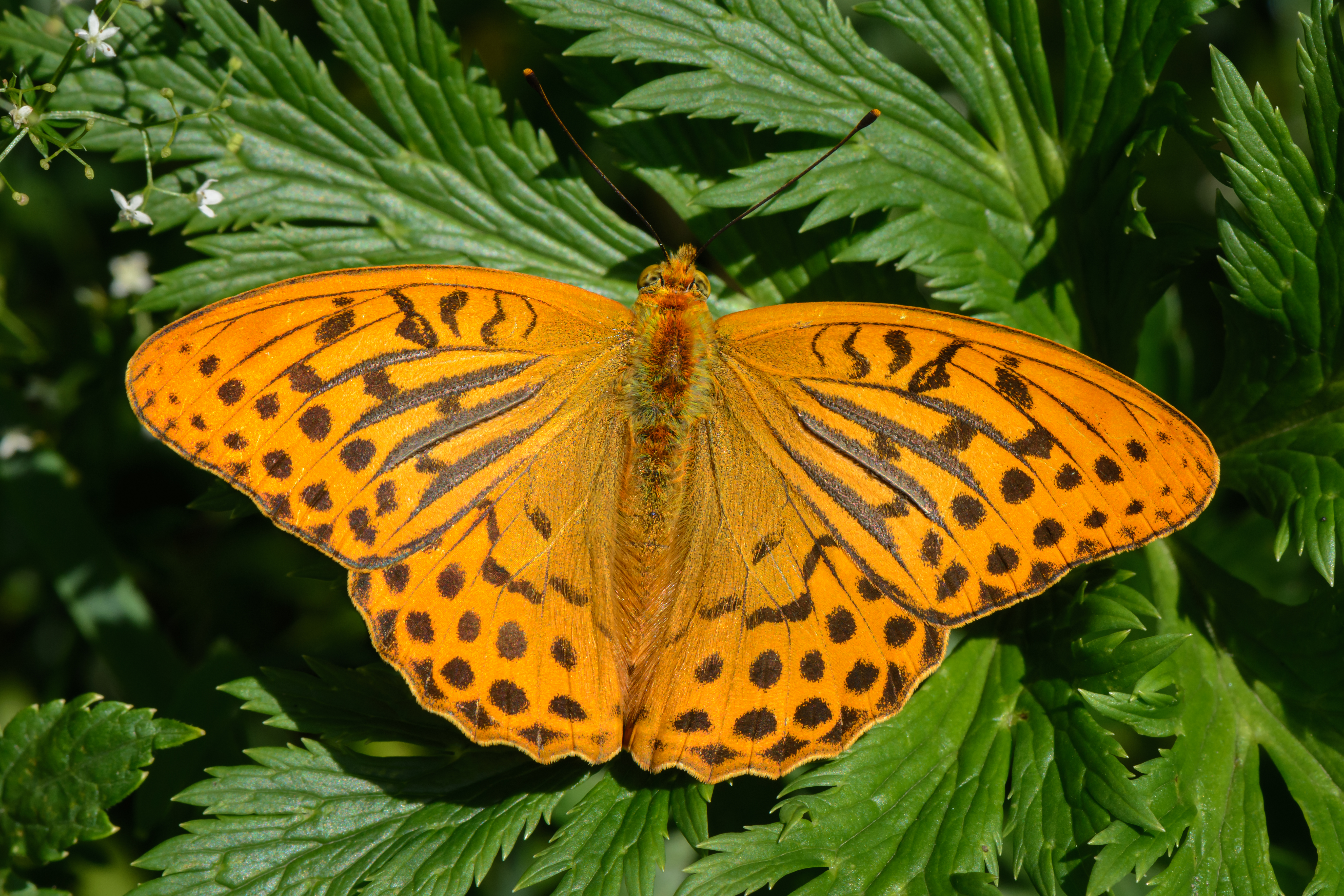
Kaisermantel
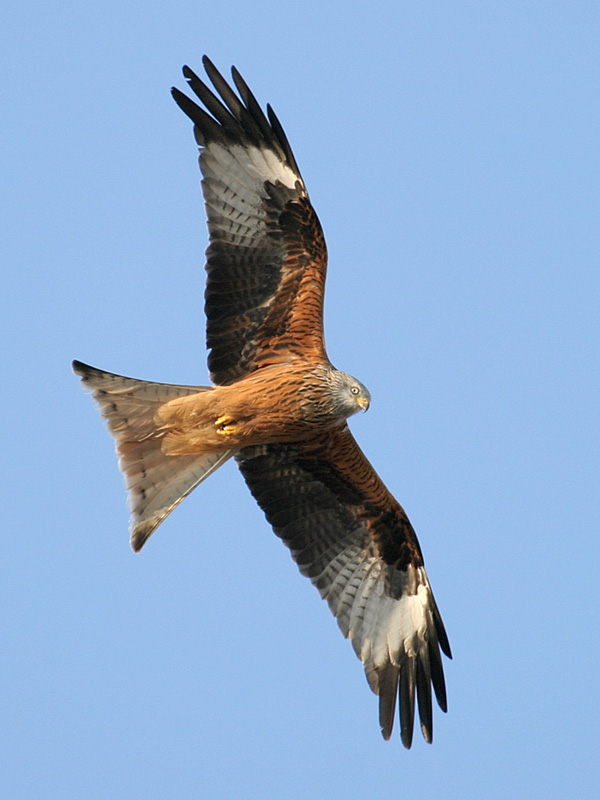
Rotmilan
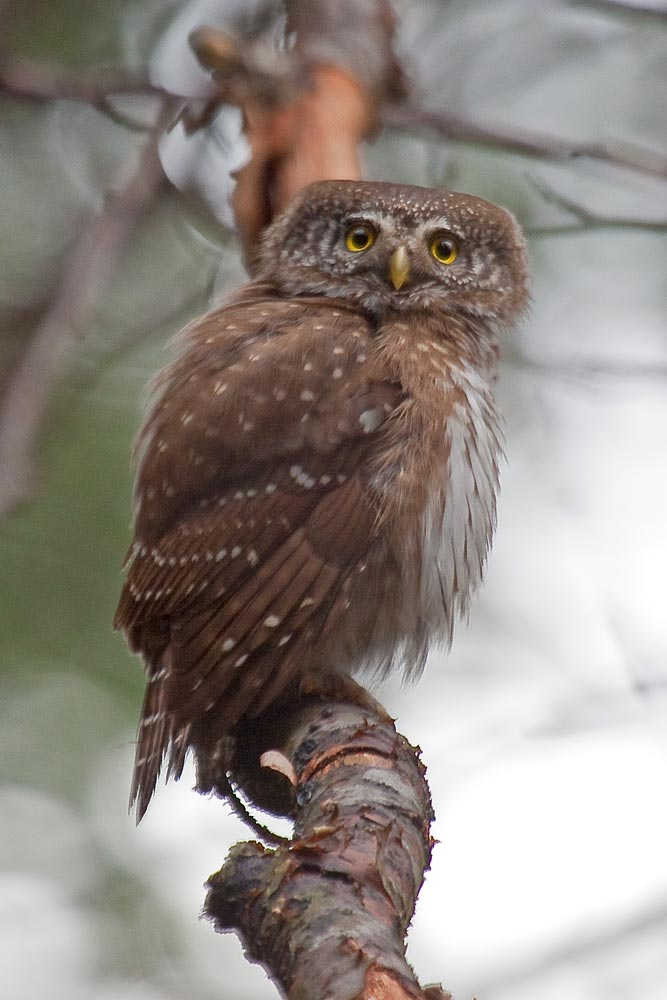
Sperlingskauz

## Waldlehrpfad
Mitte der 1950er Jahre entstand im Bachtal einer der ersten Waldlehrpfade Deutschlands. Der Pädagoge und Naturschutzpionier Rupprecht Bayer erstellte eine bebilderte Holztafelreihe, um die Bedeutung des Waldes zu erläutern. 1957 wurde der Lehrpfad eingeweiht; einige der nostalgischen Schilder sind noch im Originalzustand erhalten. Ein Gedenkstein weist auf den Gründer des Lehrpfads hin.